# حارة المعلمي (صنعاء)

تعديل مصدري - تعديل

حارة المعلمي هي إحدى حارات حي معين بمديرية معين إحد مديريات العاصمة اليمنية صنعاء، بلغ تعداد سكانها 3460 نسمة حسب تعداد اليمن لعام 2004.